# Computer World
Computer World (versió anglesa per al mercat internacional de Computerwelt, en la seva versió alemanya original) és el títol d'un disc compost, arranjat i gravat pel grup musical alemany Kraftwerk l'any 1981, el qual, juntament amb Autobahn (1974), Trans Europe Express (1977) i The Man Machine (1978), coincidí amb el punt més àlgid de la seva carrera. De tots aquests discs Computer World és el que, de llarg, ha exercit una influència més profunda a la música electrònica -a on s'ha guanyat el màxim prestigi- de les següents dècades; essent escollit com el millor disc de la història d'aquest gènere per la revista anglesa Future Music. De tota manera, cal remarcar que la seva herència a la resta de gèneres musicals ha estat molt menor que la que han deixat els altres tres discs esmentats.

## El concepte
Després de reivindicar la identitat cultural europea del segle xix de Franz Schubert, del París de la Belle Epoque, de la decadència vienesa i dels trens a vapor a Trans Europe Express, i el repàs nostàlgic pels fonaments de les avantguardes artístiques de principis del segle XX a The Man Machine, Kraftwerk decidiren que havia arribat el moment de fer el pas definitiu cap endavant, abandonar tot sentiment nostàlgic pel passat, tota referència a la seva identitat germànica i, per extensió, europea -a ambdós discs havia quedat prou clara la seva postura plena de respecte i gratitud cap a aquest passat gloriós- per posar tots els seus objectius en el futur, cercant una estètica que ja no deuria res a ningú més que a ells mateixos. S'havien acabat les referències històriques i les coartades culturals: amb Computer World, Kraftwerk volien parlar del present i, sobretot, del futur més immediat, amb les eines més noves amb la mirada el més neta possible de prejudicis culturals, escollint, com a tema central, l'imminent món informatitzat que llavors encara era quelcom allunyat de la vida quotidiana.
Com sempre, varen decidir ocultar molt més que mostrar, de manera que l'àlbum no es pot veure ni com una apologia ni com una crítica de la possible fredor de la informàtica. Els que se sorprengueren que Kraftwerk parlés de tot aquell món amb la més absoluta naturalitat, sense condemnes ni escarafalls, hi van veure una apologia, mentre que els tecnòcrates se sentien incòmodes per l'aire una mica sinistre d'alguns dels temes i el sol esment d'institucions policials, amb tot el que això podia representar d'advertència de la part més fosca d'aquest suposadament idíl·lic món informatitzat. Caldria esperar fins al 1982 perquè apareguessin els primitius PCs i la informàtica comencés, lentament, a ser una eina més de la societat, que ja no espantés a ningú. Però, l'any 1981, el concepte que la societat tenia de la tecnologia era molt pitjor que en l'actualitat i un món on tothom pogués tenir accés a un ordinador es veia com a quelcom aterridor. Kraftwerk no només pretenien no espantar ningú, sinó que aventuraren, amb una lucidesa predictiva poc comú, com seria el futur al cap de deu o quinze anys després quan contaven la història d'algú que està avorrit a casa seva i decideix connectar-se a Internet, amb la intenció de trobar algú amb qui relacionar-se i trencar la seva soledat; ni que fos d'una manera esporàdica al tema Computer Love/Komputer Liebe.
El fet de deixar enrere les il·lusions futuristes utòpiques o llunyanes del seu anterior treball per parlar d'una manera tan planera del futur real i de com, inevitablement, tothom s'hi acabaria acostumant, ha fet que el disc vagi guanyant valor premonitori a mesura que passa el temps, el qual no ha fet més que jugar a favor d'ell, tot i que per tenir cura d'aquesta puresa i sinceritat temàtica varen haver de renunciar a algunes de les millors troballes dels anteriors àlbums, essent Computer World el seu disc més fred, distant i aspre.

### La música
Computer World continua incidint en la cara més ballable que ja havien explorat al seu anterior treball però alterant el sentit de l'economia entre ritme, melodia i so. Els ritmes serien més complexos, amb una riquesa de sons exclusius, sintetitzats per a l'ocasió, que depassaven de molt els esforçats intents de la competència. Els nous grups tecnopop anglosaxons, que utilitzaven els sons de caixes de ritmes convencionals, tenien una sonoritat molt més uniforme i datada a la dècada. A Computer World cada tema té la seva paleta sonora exclusiva de sons percussius.
D'altra banda, tota la part harmònica és decididament més austera que a The Man Machine, des de tots els punts de vista: les melodies, tot i que tan infeccioses com sempre, són molt més escasses, breus i reutilitzades amb una gasiveria gairebé exasperant; l'harmonia dels temes té una gran complexitat, tot i que la manera en què es presenta és molt més esquemàtica que mai, arribant, en casos com It's More Fun to Compute o Pocket Calculator, a ser suggerida per les complexes línies de baixos i les senzilles melodies, obviant del tot l'ús dels acords tocats a la manera tradicional; arribant fins a l'extrem en d'altres, cas de la contundent Numbers, a la desaparició total de qualsevol element que no sigui percussiu. La utilització dels sons abstractes, suggeridors dels circuits integrats de la computadora, serien els que donarien el color que, voluntàriament, manca en els sons melòdics.

### La recepció crítica i de públic del moment
Era evident que el disc apostava tot el seu potencial a una sola carta, sacrificant l'accessibilitat popular al concepte: descartar tota referència sentimental al passat o el fet que no hi havia cap tema curt cantat que tingués el lirisme de The Model era, d'entrada, un seriós fre per arribar a tota mena de públic. Per aquest motiu, el disc tingué molta menys popularitat que els dos antecessors i les crítiques foren molt més dividides que a The Man Machine, considerat per crítics de sensibilitats molt diferents com un encert total. Computer World només va entusiasmar als que entreveieren el potencial del seu concepte.
Per a defensar l'àlbum feren una gira memorable per tot el món, que va fer que molts descobrissin on podia raure l'encant d'aquell disc tan fred. Tot i això, calgué esperar més d'una dècada perquè el disc fos valorat en tota la seva mida i gaudit per les noves sensibilitats, essent actualment, el més venut de tota la seva discografia, en les edicions que s'han anat fent en CD, al llarg de les dues darreres dècades.

## Fitxa tècnica
- Nom del disc: Komputer Welt (versió original alemanya)/ Computer World (versió internacional en anglès)
- Estil musical: electrònica, minimalista, avantguarda, pre-techno, pre-electro, pre-house.
- Discogràfica: EMI Odeon
- Concepte i producció: Ralf Hutter i Florian Schneider
- Composició, arranjaments i creació de sons: Ralf Hutter, Florian Schneider i Karl Bartos
- Intèrprets: Ralf Hutter: Sintetitzadors, electrònica i veus sense tractament, Florian Schneider: Sintetitzadors, electrònica, veus amb vocoder, Karl Bartos: Percussió electrònica, sintetitzadors i electrònica, Wolfgang Flür: Percussió electrònica
- Gravat: Kling Klang Studios (Düsseldorf)
- Fotografies portada: Günter Fröhling
- Any de producció: 1981

(Tots els títols estan primer en la versió alemanya i després en la versió anglesa, amb petites variants de durada)

### Cara A
- "Computerwelt" 5:05 - "Computer World" 5:05
- "Taschenrechner" 5:00 - "Pocket Calculator" 4:55
- "Nummern" 3:00 - "Numbers" 3:19
- "Computerwelt 2" 3:30 - "Computer World 2" 3:21

### Cara B
- "Computerliebe" 7:00 - "Computer Love" 7:15
- "Heimcomputer" 6:00 - "Home Computer" 6:17
- "It's More Fun to Compute" 4:15 - "It's More Fun to Compute" 4:13